# Le Mée-sur-Seine
Le Mée-sur-Seine är en kommun i departementet Seine-et-Marne i regionen Île-de-France i norra Frankrike. Kommunen ligger i kantonen Le Mée-sur-Seine som tillhör arrondissementet Melun. År 2022 hade Le Mée-sur-Seine 19 527 invånare.
Le Mée-sur-Seine är av de sydöstliga förstäderna till Paris. Kommunen ligger 41,1 km från Paris centrum.

## Befolkningsutveckling
Antalet invånare i kommunen Le Mée-sur-Seine
| Referens: INSEE |